# Герб Островов Питкэрн
Герб Питкэрна (англ. Coat of arms of the Pitcairn Islands) — один из государственных символов заморского британского владения Острова Питкэрн.
Герб впервые введён был 4 ноября 1969 года. Центральное место в щите герба занимает изображение якоря и Библии с корабля «Баунти». В верху герба изображены цветок теспезии обыкновенной и тачка. Сам герб находится в жёлто-зелёном обрамлении.